# تسکین (طارم)
تسکین یک منطقهٔ مسکونی در ایران است که در دهستان گیلوان واقع شده‌است. تسکین ۸۱۶ نفر جمعیت دارد.